# Falcons de Cologne
Stade
Falcons de Cologne (Cologne Falcons) est un club allemand de football américain basé à Cologne. Ce club qui évolue au Südstadion Köln fut fondé en 1995.
Cologne enlève le championnat d'Oberliga en 2001 et accède en Regionalliga. Deux saisons à ce niveau, et le club monte en deuxième division nationale. Les Falcons sont finalement promus parmi l'élite à l'issue de la saison 2004.

## Bilan saison par saison
| Championnat de France | Championnat de France | Championnat de France | Championnat de France | Championnat de France | Championnat de France | Championnat de France | Championnat de France | Championnat de France | Championnat de France | Championnat de France | Coupe d’Europe | Coupe d’Europe | Coupe d’Europe | Coupe d’Europe | Coupe d’Europe | Coupe d’Europe | Coupe d’Europe | Coupe d’Europe | Coupe d’Europe |
| --------------------- | --------------------- | --------------------- | --------------------- | --------------------- | --------------------- | --------------------- | --------------------- | --------------------- | --------------------- | --------------------- | -------------- | -------------- | -------------- | -------------- | -------------- | -------------- | -------------- | -------------- | -------------- |
| Saison                | Niveau                | Division              | Classement            | MJ                    | V                     | N                     | D                     | Pts pour              | Pts contre            | Playoffs              | Compétition    | Résultat       | MJ             | V              | N              | D              | Pts pour       | Pts contre     |                |
| 1995                  |                       |                       |                       |                       |                       |                       |                       |                       |                       |                       |                |                |                |                |                |                |                |                |                |
| 1996                  |                       |                       |                       |                       |                       |                       |                       |                       |                       |                       |                |                |                |                |                |                |                |                |                |
| 1997                  |                       |                       |                       |                       |                       |                       |                       |                       |                       |                       |                |                |                |                |                |                |                |                |                |
| 1998                  | 5                     | Verbandsliga          |                       | 8                     | 2                     | 0                     | 6                     | 140                   | 196                   |                       |                |                |                |                |                |                |                |                |                |
| 1999                  | 5                     | Verbandsliga          |                       | 8                     | 2                     | 0                     | 6                     | 88                    | 157                   |                       |                |                |                |                |                |                |                |                |                |
| 2000                  | 5                     | Verbandsliga          |                       | 8                     | 7                     | 0                     | 1                     | 244                   | 53                    |                       |                |                |                |                |                |                |                |                |                |
| 2001                  | 4                     | Oberliga              |                       | 9                     | 8                     | 0                     | 1                     | 237                   | 58                    |                       |                |                |                |                |                |                |                |                |                |
| 2002                  | 3                     | Regionalliga          |                       | 14                    | 5                     | 0                     | 9                     | 153                   | 263                   |                       |                |                |                |                |                |                |                |                |                |
| 2003                  | 3                     | Regionalliga          |                       | 10                    | 8                     | 0                     | 2                     | 371                   | 138                   |                       |                |                |                |                |                |                |                |                |                |
| 2004                  | 2                     | GFL2                  |                       | 14                    | 12                    | 1                     | 1                     | 496                   | 245                   | Vainqueur             |                |                |                |                |                |                |                |                |                |
| 2005                  | 1                     | GFL                   | 5e                    | 12                    | 5                     | 0                     | 7                     | 178                   | 324                   | -                     |                |                |                |                |                |                |                |                |                |
| 2006                  | 1                     | GFL                   | 4e                    | 12                    | 5                     | 1                     | 6                     | 248                   | 333                   | 1/4 de finale         |                |                |                |                |                |                |                |                |                |
| 2007                  | 1                     | GFL                   | 5e                    | 12                    | 3                     | 0                     | 9                     | 210                   | 377                   | -                     |                |                |                |                |                |                |                |                |                |
| 2008                  | 1                     | GFL                   | 6e                    | 12                    | 2                     | 1                     | 9                     | 206                   | 286                   | Play-down             |                |                |                |                |                |                |                |                |                |
| 2009                  | 2                     | GFL2                  | 2e                    | 14                    | 9                     | 0                     | 5                     | 295                   | 253                   | -                     |                |                |                |                |                |                |                |                |                |
| 2010                  | 2                     | GFL2                  | 6e                    | 14                    | 3                     | 1                     | 10                    | 303                   | 498                   | -                     |                |                |                |                |                |                |                |                |                |
| 2011                  | 2                     | GFL2                  | 6e                    | 10                    | 1                     | 1                     | 8                     | 47                    | 216                   | -                     |                |                |                |                |                |                |                |                |                |
| 2012                  | 2                     | GFL2                  | 1er                   | 14                    | 11                    | 0                     | 3                     | 480                   | 262                   | Vainqueur             |                |                |                |                |                |                |                |                |                |
| 2013                  | 1                     | GFL                   | 8e                    | 14                    | 2                     | 0                     | 12                    | 209                   | 503                   | Play-down             |                |                |                |                |                |                |                |                |                |
| 2014                  | 1                     | GFL                   | 3e                    | 12                    | 7                     | 0                     | 5                     | 345                   | 352                   | 1/2 finales           | EFL Bowl       | Groupes        | 2              | 1              | 0              | 1              | 70             | 76             |                |
| 2015                  | 4                     | Oberliga              | 1er                   | 9                     | 9                     | 0                     | 0                     | 315                   | 98                    | -                     |                |                |                |                |                |                |                |                |                |
| 2016                  | 3                     | Regionalliga          | 5e                    | 10                    | 4                     | 0                     | 6                     | 189                   | 224                   | -                     |                |                |                |                |                |                |                |                |                |
| 2017                  | 3                     | Regionalliga          | 5e                    | 10                    | 4                     | 0                     | 6                     | 141                   | 200                   | -                     |                |                |                |                |                |                |                |                |                |
| 2018                  | 3                     | Regionalliga          | 3e                    | 12                    | 7                     | 1                     | 4                     | 227                   | 167                   | -                     |                |                |                |                |                |                |                |                |                |
| 2019                  | 3                     | Regionalliga          | 5e                    | 12                    | 4                     | 0                     | 8                     | 145                   | 293                   | -                     |                |                |                |                |                |                |                |                |                |
| 2020                  | 3                     | Regionalliga          |                       |                       |                       |                       |                       |                       |                       |                       |                |                |                |                |                |                |                |                |                |
| 2021                  | Saison à venir        | Saison à venir        | Saison à venir        | Saison à venir        | Saison à venir        | Saison à venir        | Saison à venir        | Saison à venir        | Saison à venir        | Saison à venir        | Saison à venir | Saison à venir | Saison à venir | Saison à venir | Saison à venir | Saison à venir | Saison à venir | Saison à venir | Saison à venir |

- Champion ou vainqueur
- Vice-champion ou finaliste
- Promu
- Barrage de promotion
- Relégué
- Barrage de relégation

(1) Résultats incomplets.